# Norbert Riedel
Norbert Riedel (* 1. April 1912 in Jägerndorf, Österreich-Ungarn; † 24. Februar 1963 in Zürs am Arlberg, Österreich) war ein Ingenieur und Unternehmer.

## Leben und Werke
Norbert Riedel hatte Maschinenbau studiert. Bei einem Lawinenunglück in Zürs am Arlberg verunglückte er am 24. Februar 1963 tödlich. Sein Sohn Eberhardt aus der Ehe mit Eva Riedel wurde gerettet.
Riedel arbeitete ab 1934 bei Ardie als technischer Zeichner, seit April 1938 als Leiter der Abteilungen Konstruktion und Versuch und später bei Victoria. Während des Zweiten Weltkrieges entwickelte er einen Anlassermotor für die ersten deutschen Strahltriebwerke. Der Zweizylinder-Zweitakt-Boxermotor hatte einen Hubraum von 270 cm³ und eine Leistung von 8 kW (11 PS) bei 7150 min−1. Er war als extremer Kurzhuber (Bohrung × Hub: 70 mm × 35 mm, Hubverhältnis = 0,5) ausgeführt, damit er in die Nabe des Turbinenverdichters passte. Das integrierte Planetengetriebe war 4,8:1 untersetzt. Die Anlassdrehzahl eines BMW-003-Triebwerkes lag bei 1200 min−1. Er wurde bei Victoria in Nürnberg produziert und diente als Anlasser für die Strahltriebwerke Junkers Jumo 004 und BMW 003. Kurz nach Ende des Zweiten Weltkrieges erhielt Riedel überraschend den Auftrag der US-Streitkräfte zur Fertigung einer Kleinserie von 10 Anlassermotoren. Die dazu nötigen Produktionswerkzeuge wurden von den Amerikanern von den Produktionswerkstätten der Junkerswerke zu Riedel in Muggendorf geschafft, was dem Betrieb auch später geholfen hat. Ansonsten produzierte Riedel in jener Zeit Kochtöpfe und Fleischwölfe, um seinen Betrieb am Laufen zu halten.

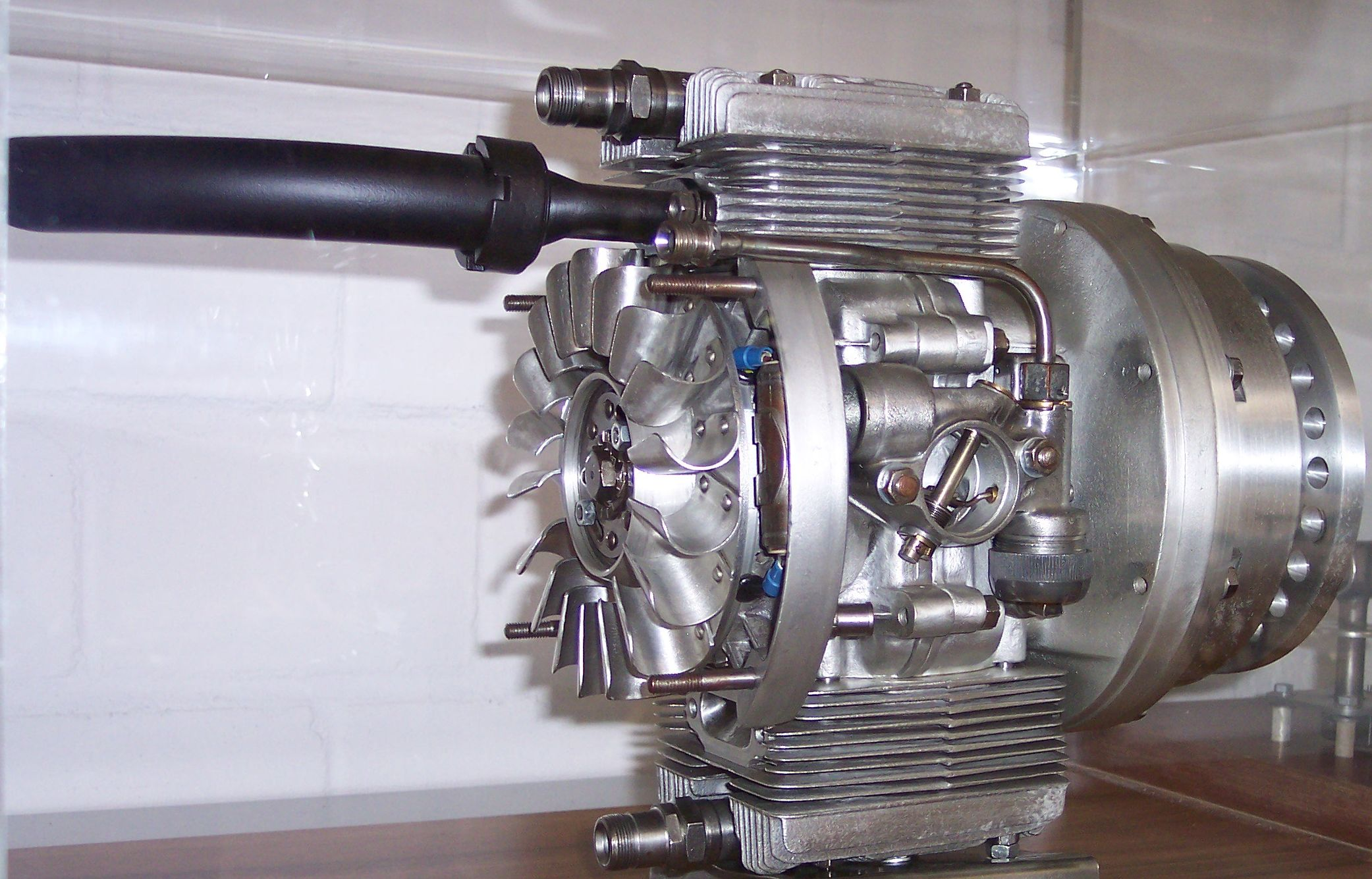
Riedel-Anlasser, Seitenansicht
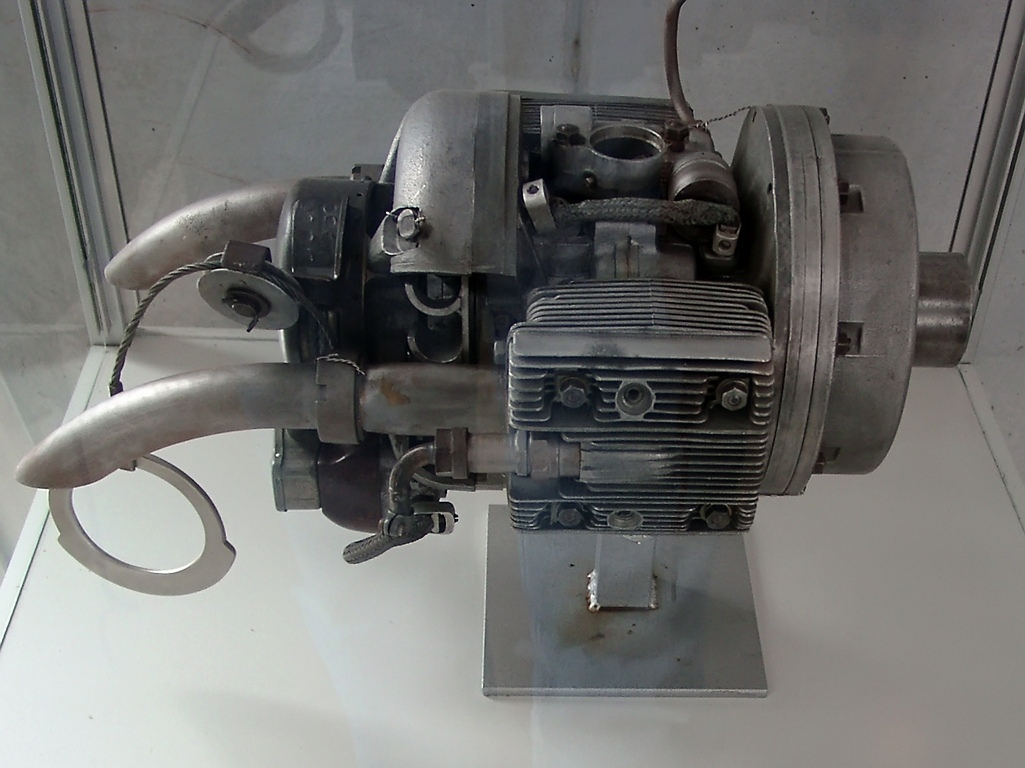
Riedel-Anlasser
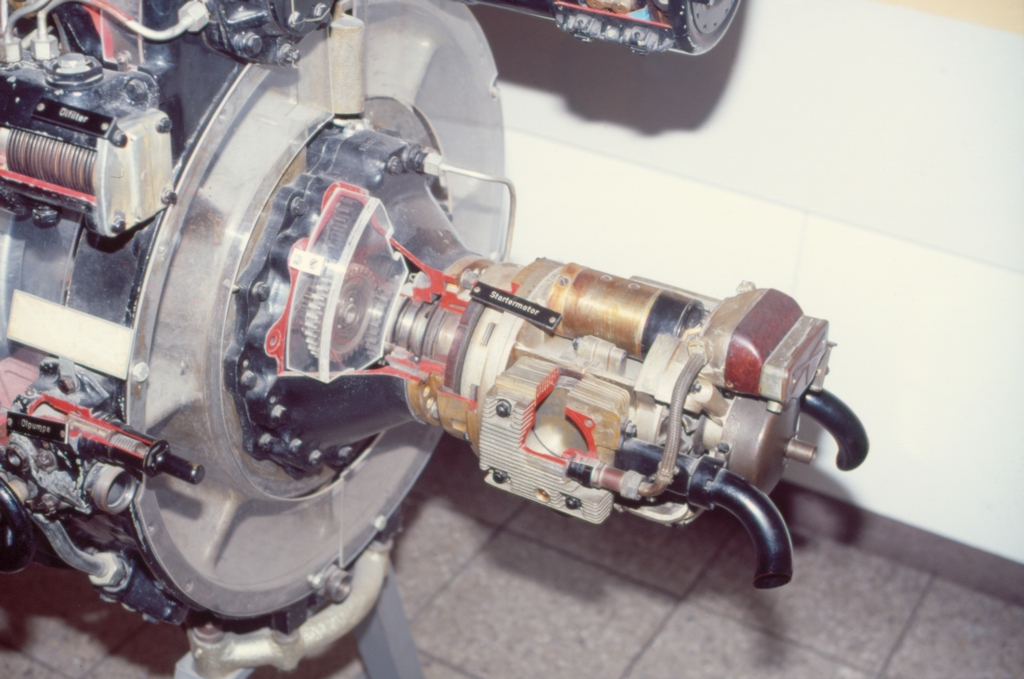
Riedel-Anlasser am Strahltriebwerk BMW 003

1947 gründete Riedel in Immenstadt im Allgäu die Riedel Motoren AG, um das von ihm konstruierte Leichtmotorrad Imme R 100 in Serie zu fertigen. Das Fahrzeug war sowohl in Belangen der Fertigung wie auch für den Fahrbetrieb ökonomisch optimiert. Technische Besonderheiten dieses Modells waren die Triebsatzschwinge und die einseitige Radaufhängung mit Zentralfedern für Vorderrad und Hinterrad; die fliegende Lagerung der Kurbelwelle mit nur einem Lager wurde im Laufe der Serienfertigung aufgegeben. Mit seiner Fahrwerkskonstruktion war das Modell Imme R 100 jener Zeit weit voraus. Einarmschwingen gab es in den 1940er Jahren nur bei Rollern (Vespa), BMW baute erst in den 1980er Jahren Motorräder mit Einarmschwinge in Serie. Bis zum Produktionsende 1951 wurden etwa 12.000 Stück der Imme R 100 gebaut.
Im Dezember 1949 begann er mit Entwurfsarbeiten für den Roller Riedel Till, der jedoch wegen der Insolvenz der Riedel Motoren AG im Oktober 1951 nicht mehr in Produktion ging. Riedel ließ sich einige seiner Konstruktionsdetails zur Rollerentwicklung mit dem deutschen Patent-Nr. 1686773 schützen. In Entwicklung war auch ein Motorradmodell der Bauart „Imme“ mit Zweizylindermotor, das allerdings nicht fertig gestellt werden konnte.

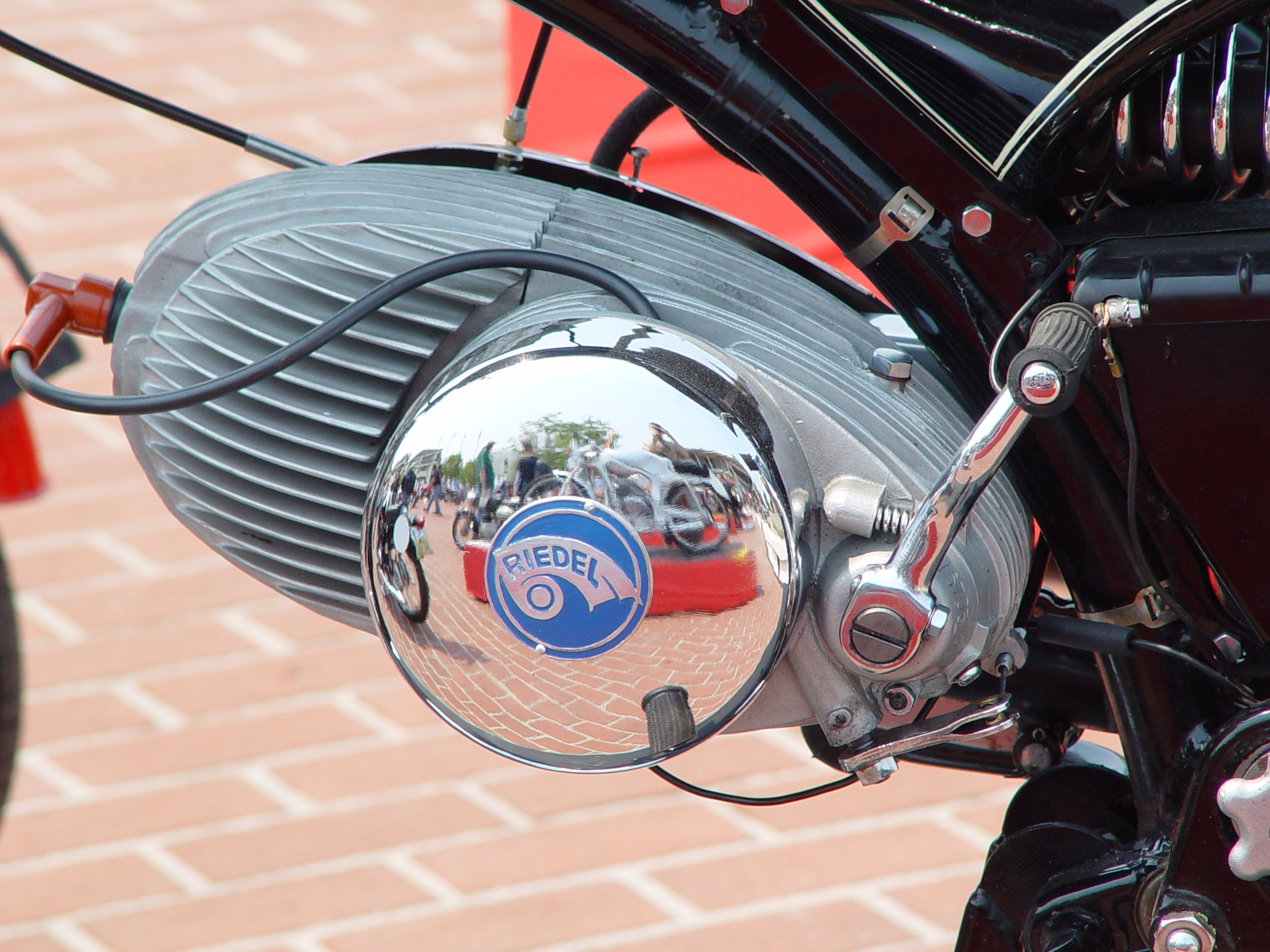
Riedel-Motor, Modell Imme R 100
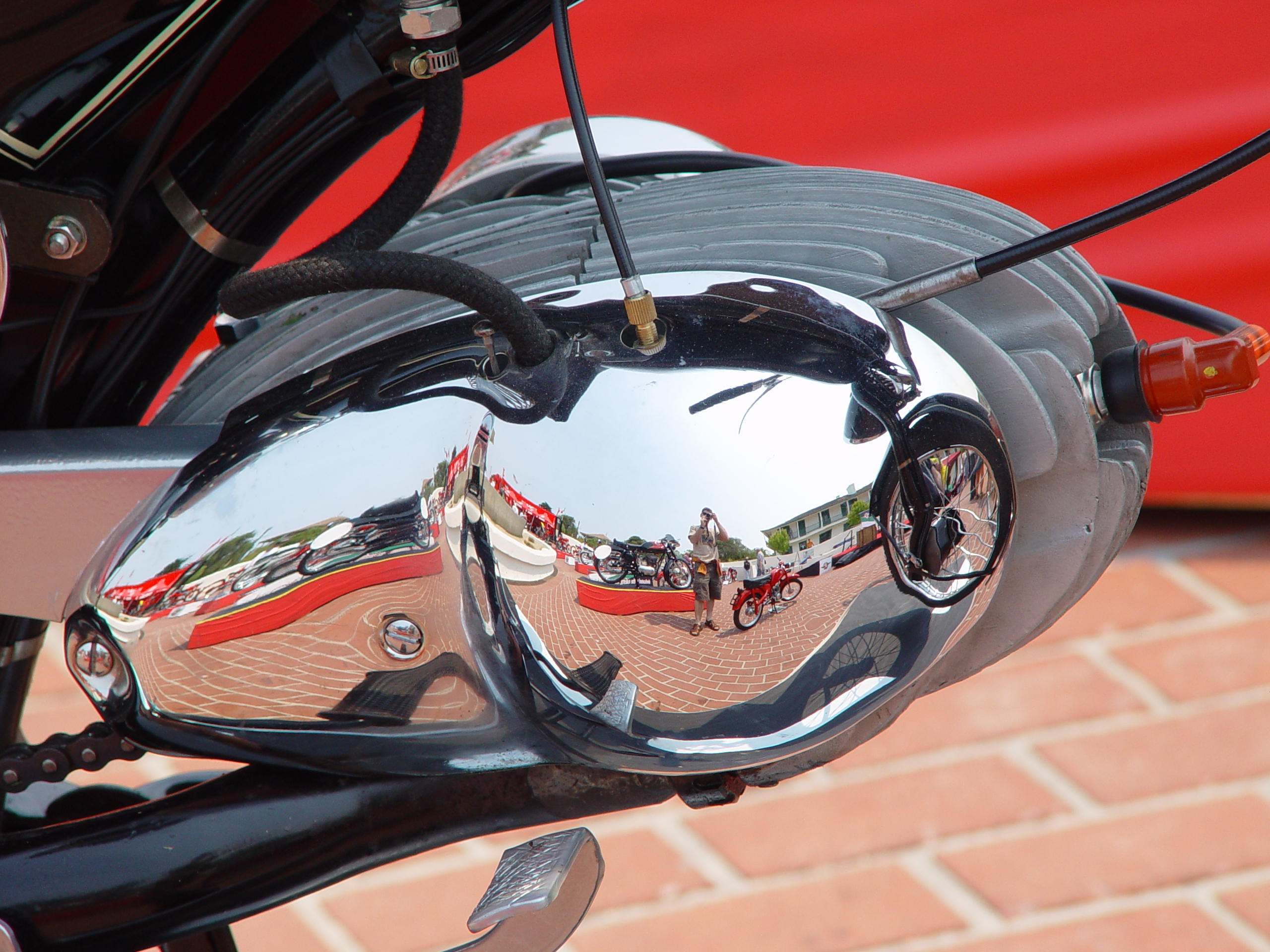
Riedel-Motor, Modell Imme R 100
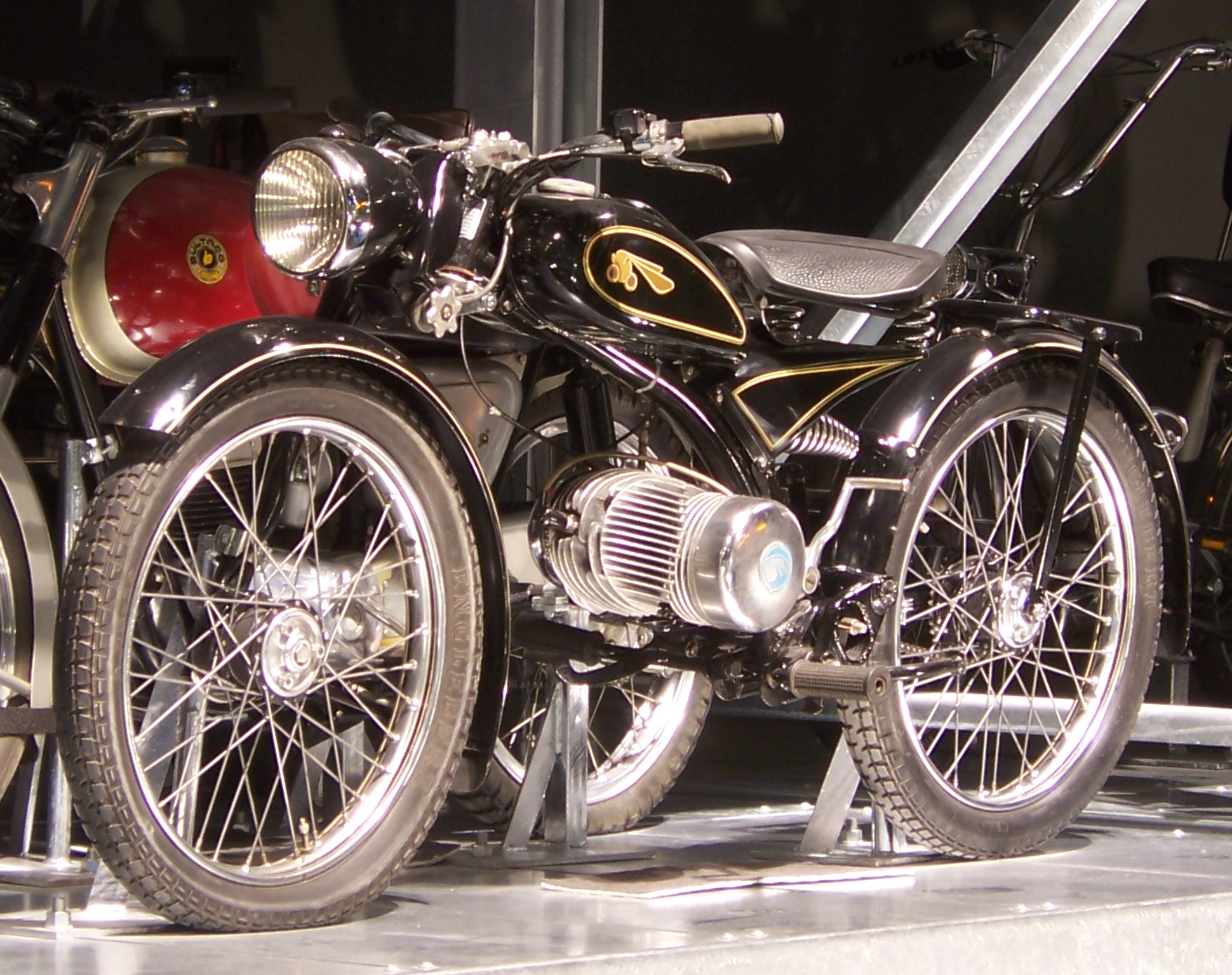
Riedel Modell Imme (einseitige Radaufhängung)
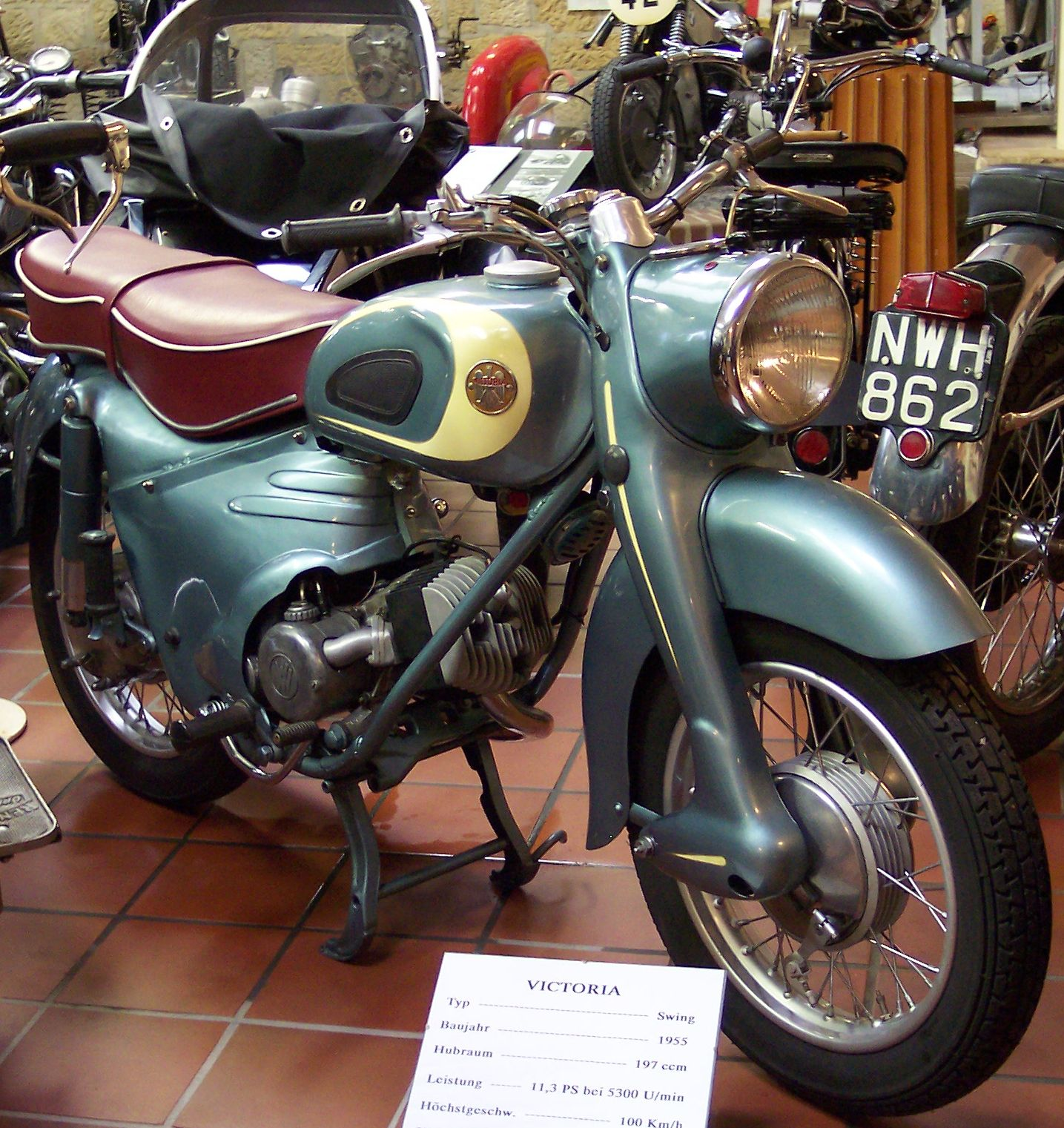
Victoria Swing 200 von 1955

Nach dem Konkurs der Riedel Motoren AG ging Riedel zurück zu Victoria und entwickelte dort die Modelle Victoria Swing und den 200-cm³-Zweitakt-Roller Victoria Peggy. Die „Peggy“ hatte eine neuartige elektromagnetische Drucktastenschaltung, Elektrostarter, Gebläsekühlung und eine Triebsatz-Hinterradschwinge. Auch die „Swing“ war mit der Drucktastenschaltung und Ziehkeilgetriebe ausgestattet. Beim Goggomobil wurde ein von Riedel entwickeltes Ziehkeilgetriebe als „Selectromat“ bekannt und von Getrag gefertigt.

## Patentanmeldungen (Auswahl)
- Patent  DE1686773U: Einspurfahrzeug, insbesondere Motorroller. Angemeldet am 16. März 1950, veröffentlicht am 11. November 1954, Anmelder: Norbert Riedel, Erfinder: Norbert Riedel, Lindau (Bodensee), Deutschland.‌
- Patent  DE1057885B: Synchronisier- und Gangschalteinrichtung für ein Zahnräderwechselgetriebe, insbesondere für Kraftfahrzeuge. Angemeldet am 15. Juni 1957, veröffentlicht am 21. Mai 1959, Anmelder: Norbert Riedel, Erfinder: Norbert Riedel, Lindau (Bodensee), Deutschland.‌
- Patent  DE1002990B: Umschaltgetriebe zur Drehmomentübertragung zwischen Anlass-Lichtmaschine und Brennkraftmaschine für Kraftfahrzeuge. Angemeldet am 8. Oktober 1953, veröffentlicht am 21. Februar 1957, Anmelder: Norbert Riedel, Erfinder: Norbert Riedel, Lindau (Bodensee), Deutschland.‌
- Patent  DE1084148B: Schaltvorrichtung mit in Reihe angeordneten Elektromagneten, insbesondere für Kraftfahrzeuggetriebe. Angemeldet am 17. März 1955, veröffentlicht am 23. Juni 1960, Anmelder: Norbert Riedel, Erfinder: Norbert Riedel, Lindau (Bodensee), Deutschland.‌